# Диван (література)
Дива́н (перс. دیوان‎ — запис, книга) — у класичних літературах Близького та Далекого Сходу — поетична збірка одного автора чи збірник кількох авторів, де в межах певних жанрів в абетковому порядку розташовуються ліричні поезії (касиди, газелі, рубаї тощо) — за останніми літерами заримованих слів (редифами); кожен поет мусив мати бодай один диван.
Цією формою зацікавився Й.-В. Гете, написавши цикл віршів «Західно-східний диван» (1819).